# 753 هـ
753 هـ هي سنة في التقويم الهجري امتدت مقابلةً في التقويم الميلادي بين سنتي 1352 و1353.

## أحداث
- المعتضد بالله الثاني يعتلي عرش الخلافة العباسية في القاهرة

## مواليد
- ابن الهائم

## وفيات
- عضد الدين الإيجي

- الحاكم بأمر الله الثاني